# Prowincja Lampang
Lampang (taj. ลำปาง) – jedna z prowincji (changwat) Tajlandii. Sąsiaduje z prowincjami Chiang Rai, Phayao, Phrae, Sukhothai, Tak, Lamphun i Chiang Mai.